# Gesetz über die Befreiung des Reichspräsidenten von Hindenburg von Reichs- und Landessteuern für das Rittergut Neudeck
Das Gesetz über die Befreiung des Reichspräsidenten von Hindenburg von Reichs- und Landessteuern für das Rittergut Neudeck wurde im Juli 1933, rd. ein halbes Jahr nach der sogenannten Machtergreifung, von der Reichsregierung beschlossen. Es regelte die Befreiung des Gutes von Steuern des Reichs und des Landes Preußen mit Wirkung vom 1. Juli 1933. Die Befreiung galt für den Zeitraum, in dem sich das Rittergut im Eigentum des Reichspräsidenten oder eines seiner Abkömmlinge im Mannesstamm befand.
Der vom Reichsfinanzminister eingebrachte Gesetzentwurf wurde am 14. Juli 1933 von der Reichsregierung beschlossen. Auf Wunsch von Hindenburgs Staatssekretär Otto Meissner wurde die Verkündung jedoch zurückgestellt. Sie erfolgte erst am 27. August 1933, an dem Tag, an dem Hindenburg von Land Preußen die Dotationsurkunde für die Domäne Langenau und den Forst Preußenwald erhielt.
Die Rechtsgrundlage für den Gesetzesbeschluss durch die Reichsregierung bildete das Ermächtigungsgesetz vom 24. März 1933. Anders als bei Gesetzen des Reichstags bedurften derartige Gesetze nicht der Mitwirkung des Reichspräsidenten. Der Staatsrechtler Fritz Poetzsch-Heffter bemerkte zu dem Gesetz:

„Nach der neuen Sinngebung des Gesetzes im Führerstaat konnte die Zulässigkeit von Individualgesetzen, das heißt von Regierungsakten nicht-normativer Art in der Form des Gesetzes, nicht zweifelhaft sein […]“